# Šnipiškės
Šnipiškės seniūnija (litauisk: Šnipiškių seniūnija) er en bydel i Vilnius på Neris' højre bred, umiddelbart nord for Senamiestis, Vilnius' Gamle Bydel.
Šnipiškės seniūnija består af kvarteret Šnipiškės. Den grønne bro over Neris, forbinder bydelen forbindes med Senamiestis på et sted, hvor der har været broforbindelse siden 1500-tallet.
Indtil for nylig var Šnipiškės en lille landsby. Siden årtusindskiftet har bydelen udviklet sig til Vilnius' nye forretningskvarter, specielt omkring hovedgaden Konstitucijos prospektas. Flere skyskrabere med det nye Europos bokštas (Europatårnet) forretningscenter er opført siden 2000. Der er planer om bygning af flere moderne forretnings- og lejlighedskomplekser.
I Šnipiškės ligger et af Vilnius' største markeder Kalvarijų turgus.

## Galleri
- Šnipiškės - Vilnius Nye Centrum